# Levent
Levent es un barrio y una de las principales zonas de negocios de Estambul, Turquía, situada en la parte europea de la ciudad. Es una parte de la municipalidad de Beşiktaş, que se sitúa al norte del Cuerno de Oro, en la orilla occidental del estrecho del Bósforo.
Levent está en competencia directa con el distrito de negocios cercano Maslak para proyectos de nuevos rascacielos. Algunos de los principales rascacielos de la ciudad se encuentran aquí, escondidos detrás de las colinas del Bósforo, y sin perturbar el aspecto de la península histórica de Estambul.
Levent aloja el rascacielos más alto completado de Turquía, el İş Bankası Tower 1 de 52 pisos, que tiene una altura de 181m (195 m incluyendo la antena en la parte superior). El rascacielos más alto actualmente en construcción en Levent es el Estambul Sapphire de 54 pisos, y que alcanzan una altura de 238 metros (261 metros, incluyendo la antena).
Levent es también un nombre de hombres en Turquía. El nombre deriva de Levend (Soldado de la Marina de la Armada otomana). Levend se ha derivado de Levantino (Levante), que es toda persona de Levante (Levante mediterráneo) en italiano. Así fue como los italianos (los Genoveses y Venecianos) llamaban a los marineros otomanos, un nombre que también fue adoptado por los turcos otomanos para sí mismos. El uso de la palabra levend para describir a marineros apareció por primera vez en el idioma turco otomano durante el siglo XVI.